# Bernhard Schlink

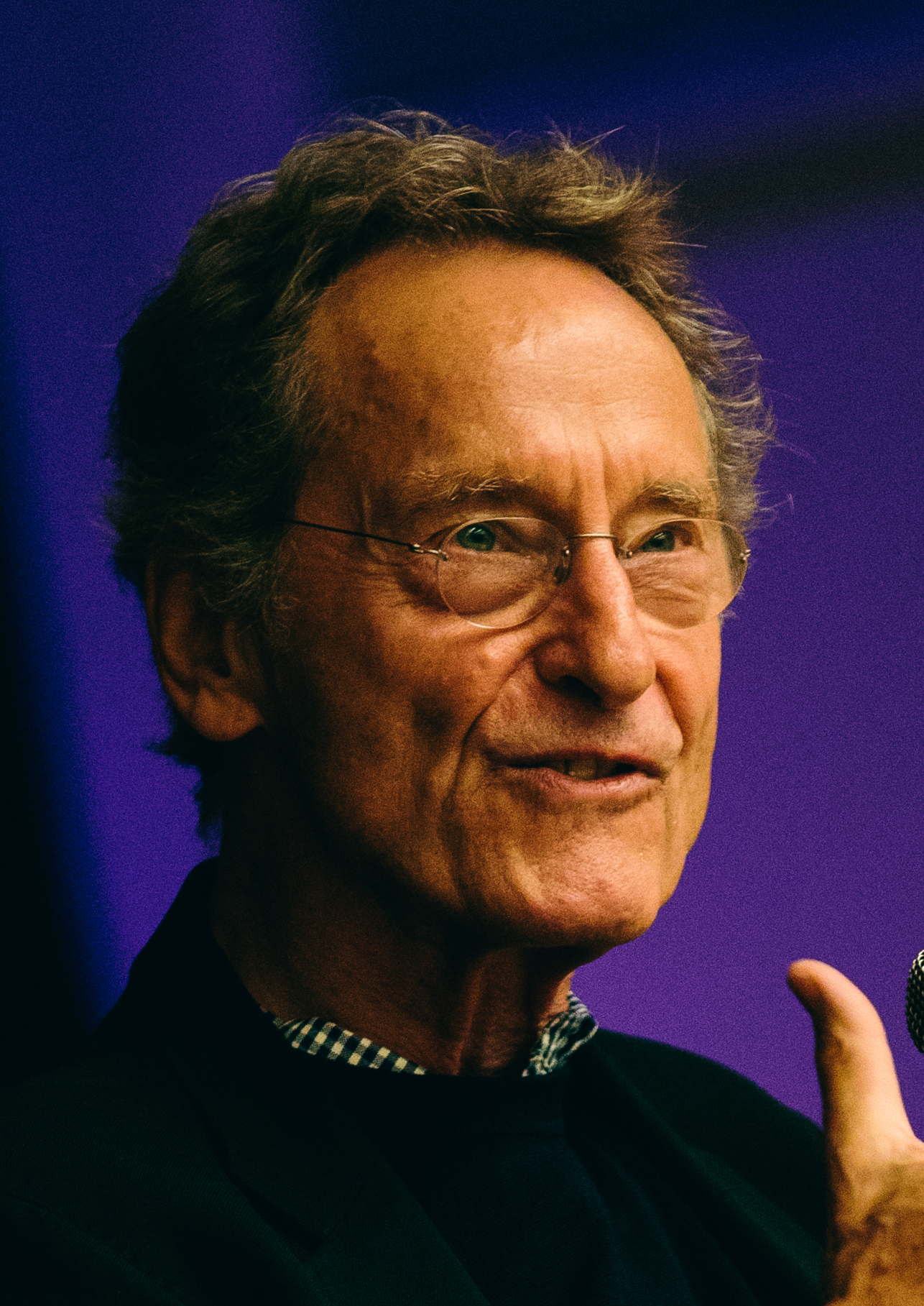
Bernhard Schlink (2018)

Bernhard Schlink (* 6. Juli 1944 in Großdornberg, heute Bielefeld) ist ein deutscher Jurist, emeritierter Hochschullehrer und Schriftsteller. Sein Roman Der Vorleser wurde zu einem internationalen Bestseller.

## Leben

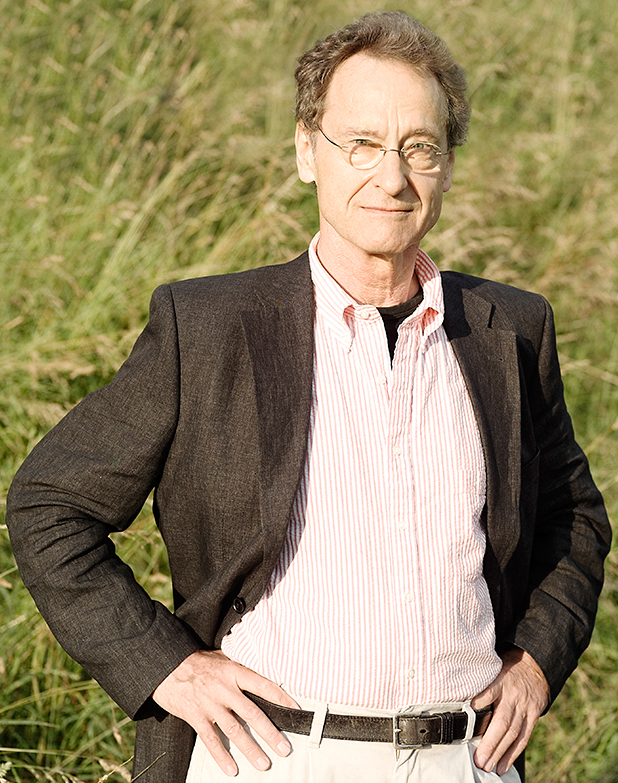
Bernhard Schlink (2012)

Bernhard Schlinks Vater Edmund Schlink war Theologieprofessor in Heidelberg, seine Mutter Irmgard Oswald, gebürtige Schweizerin, war ebenfalls Theologin. Sein Onkel mütterlicherseits war der Manager Heinrich Oswald, seine Tante väterlicherseits die evangelische Ordensgründerin Basilea Schlink, sein Großvater Wilhelm Schlink war Professor für Mechanik. Bernhard Schlinks Bruder Wilhelm Schlink war Professor für Kunstgeschichte an der Universität Freiburg. Seine Schwester Dorothea (1935–2019) war mit Klaus Engelhardt verheiratet, dem ehemaligen Landesbischof von Baden.
Kurz nach seiner Geburt zog Schlinks Familie nach Heidelberg; dort verbrachte er seine Kindheit und besuchte das Kurfürst-Friedrich-Gymnasium.
Schlink pendelt zwischen Wohnsitzen in New York und Berlin. Er hat eine US-amerikanische Lebensgefährtin und einen erwachsenen Sohn aus geschiedener Ehe. Er ist Mitglied der SPD.

## Schlink als Jurist
Bernhard Schlink studierte Jura an der Ruprecht-Karls-Universität Heidelberg und an der Freien Universität Berlin. Er war wissenschaftlicher Assistent an den Universitäten Heidelberg, Darmstadt, Bielefeld und Freiburg, in Heidelberg in der von seinem Doktorvater Adalbert Podlech geleiteten Arbeitsgruppe Recht und Mathematik. Hier und bei einem Forschungsaufenthalt in den USA arbeitete er mit Walter Popp über künstliche Intelligenz im Recht, u. a. mit Stationen an der Stanford University und am MIT. Im Jahr 1975 wurde Schlink in Heidelberg zum Dr. jur. promoviert (Titel der Dissertation: Abwägung im Verfassungsrecht, erschienen 1976), und er habilitierte sich im Jahr 1981 bei Ernst-Wolfgang Böckenförde in Freiburg im Breisgau (mit einer Arbeit über Die Amtshilfe. Ein Beitrag zu einer Lehre von der Gewaltenteilung in der Verwaltung, erschienen 1982). Vor der Vereinigung der Deutschen Staatsrechtslehrer berichtete Schlink auf der Tagung 1989 in Hannover über Die Bewältigung der wissenschaftlichen und technischen Entwicklungen durch das Verwaltungsrecht.
Von 1982 bis 1991 war Schlink Professor für Öffentliches Recht an der Universität Bonn und von 1991 bis 1992 Professor für Öffentliches Recht, Sozialrecht und Rechtsphilosophie an der Universität Frankfurt am Main. 1990 kam er als Gastprofessor und 1992 als Professor für Öffentliches Recht und Rechtsphilosophie an die Humboldt-Universität zu Berlin. Von 1994 bis 2013 lehrte er außerdem an der Benjamin N. Cardozo School of Law in New York vergleichendes Verfassungsrecht, europäisches Recht und Recht und Literatur. Sein Nachfolger bei seiner Emeritierung 2009 wurde Christoph Möllers. Zu Schlinks Schülern zählen Stefan Korioth und Ralf Poscher. Zusammen mit dem Juristen und Hochschulprofessor Bodo Pieroth hat Schlink das Lehrbuch Grundrechte (30. Aufl. 2014) und mit dem Rechtsanwalt und ehemaligen Polizeipräsidenten Michael Kniesel das Lehrbuch Polizei- und Ordnungsrecht (7. Aufl. 2012) geschrieben; beide Lehrbücher werden seither von Thorsten Kingreen und Ralf Poscher fortgeführt. Seine Monografien und Aufsätze beschäftigen sich außer mit rechtsdogmatischen und -philosophischen besonders mit wissenschaftsgeschichtlichen und -theoretischen Fragen.
Von 1988 bis 2006 war Schlink Richter am Verfassungsgerichtshof für das Land Nordrhein-Westfalen in Münster. 1990 hat er die Arbeitsgruppe des Runden Tisches Neue Verfassung der DDR beraten.
Er war als Verfahrensbevollmächtigter und Gutachter vor dem Bundesverfassungsgericht und vor Verfassungsgerichten der Länder tätig, u. a. in Verfahren zur nordrhein-westfälischen Gemeinschaftsschule, zur ersten gesamtdeutschen Wahl des Deutschen Bundestags und zum Schwangerschaftsabbruch. Im August 2005 vertrat er die Bundesregierung im Verfahren über die Klagen zweier Bundestagsabgeordneter gegen die Entscheidung von Bundespräsident Köhler, den Bundestag aufzulösen und Neuwahlen anzuberaumen.

## Schlink als Schriftsteller

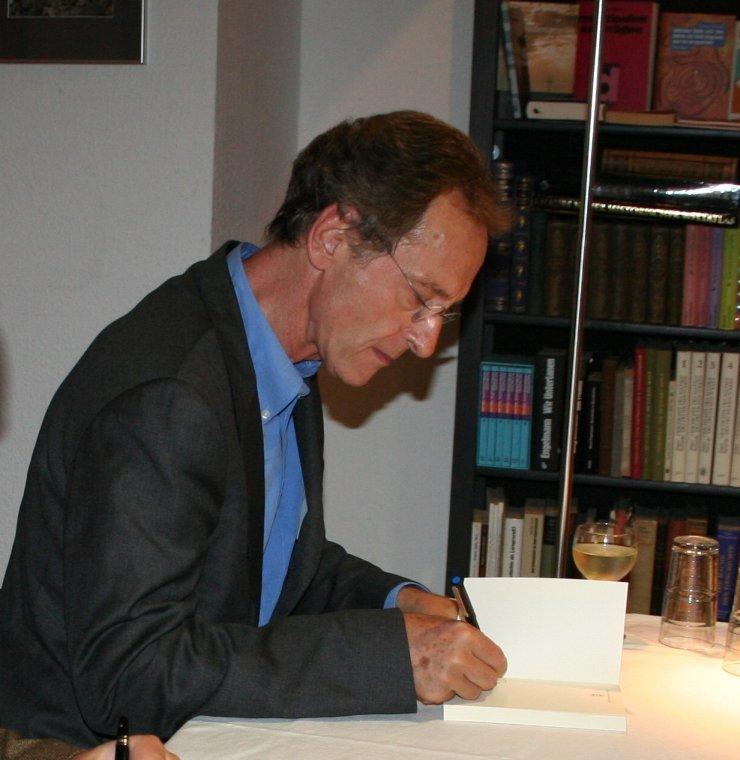
Bernhard Schlink beim Signieren

1987 wohnte Bernhard Schlink während eines Aufenthalts an der Universität in Aix-en-Provence drei Monate bei seinem Freund Walter Popp in Cucuron. Während dieser Zeit schrieben sie gemeinsam den Kriminalroman Selbs Justiz. Er handelt vom 68-jährigen Privatdetektiv Gerhard Selb, den ein Auftrag zurück in die eigene Vergangenheit als Staatsanwalt während der Zeit des Nationalsozialismus führt. 1991 wurde der Roman von Nico Hofmann unter dem Titel „Der Tod  kam als Freund“ verfilmt.
Die nächsten Bücher schrieb Schlink ohne Co-Autoren, so den Kriminalroman Die gordische Schleife, der 1989 den Friedrich-Glauser-Preis erhielt. Mit Selbs Betrug, ausgezeichnet mit dem Deutschen Krimipreis, und Selbs Mord schloss Schlink die Trilogie um den Privatdetektiv Gerhard Selb ab.
Dorothee Nolte urteilte über Schlinks Selb-Romane: „Es sind schwungvoll geschriebene, häufig witzige Romane, die – Ortskundige werden Straßen und Gebäude wiedererkennen – in Mannheim und Umgebung spielen; raffiniert gebaute Geschichten, in denen die politische Aktualität und die deutsche Vergangenheit präsent sind.“ Schlink sehe die Aufgabe beim Schreiben von Kriminalromanen darin, zuerst das Problem zu entfalten und dann zu lösen, ähnlich der Aufgabe des Juristen. Zudem gehe es um Bilder der Gesellschaft.
Der 1995 erschienene erste Nichtkriminalroman Schlinks, Der Vorleser, wurde ein internationaler Bestseller. Schlink behandelt darin den Umgang der Nachkriegsgeneration mit der Elterngeneration und deren NS-Verbrechen. Das Buch wird häufig im Unterricht gelesen und wurde in über fünfzig Sprachen übersetzt. In der amerikanischen Übersetzung erreichte erstmals ein deutsches Buch Platz 1 der Bestsellerliste der New York Times. Der Vorleser erhielt den Hans-Fallada-Preis (1998), den italienischen Literaturpreis Grinzane Cavour (1997) und den Prix Laure Bataillon als französischen Preis für übersetzte Literatur (1997). 2008 wurde der Roman von Stephen Daldry als Der Vorleser verfilmt.
Auch weitere Bücher Schlinks wurden Bestseller, darunter Die Heimkehr (2006), Die Frau auf der Treppe (2014), Olga (2018) und die Erzählsammlung Abschiedsfarben (2020). Aus der Erzählsammlung Liebesfluchten (2000) verfilmte Richard Eyre 2008 die Erzählung Der Andere mit Liam Neeson, Antonio Banderas und Laura Linney. Nina Grosse verfilmte 2013 den Roman Das Wochenende.
In seinem im Oktober 2021 erschienenen Roman Die Enkelin mit Elementen aus der eigenen Biografie geht es unter anderem um das noch immer schwierige Verhältnis zwischen Ost- und Westdeutschland. Dazu regte Schlink in einem in chrismon veröffentlichten Interview vom Dezember 2021 an, statt Ostdeutschen die Demokratiefähigkeit abzusprechen, solle man die Defizite sehen und beheben, auf die die Rechten reagieren.
Schlinks Bücher behandeln laut Beate Dreike oft den Komplex Recht und Gerechtigkeit. So erweise sich etwa in den Selb-Romanen das Gesetz als ein unpassendes Instrument für die Herstellung von Gerechtigkeit lange zurückliegender Taten, und auch in Der Vorleser stelle sich die Frage, wie über Taten, die unter einem anderen Rechtssystem begangen wurden, zu urteilen sei. Dabei bleibe das Buch in seiner Position offen, was ihm auch Kritik eingebracht habe.
Befragt nach der Motivation seiner Schriftstellertätigkeit, antwortete Schlink in einem Interview: „Ich schreibe aus demselben Grund, aus dem man auch liest: Man will nicht nur ein Leben leben.“ Zum 75. Geburtstag Schlinks erinnerte Peter Mohr in literaturkritik.de an dessen Äußerung in der Frankfurter Allgemeinen Zeitung zehn Jahre zuvor, sein „zweites Leben“ als Schriftsteller habe sein Leben insgesamt nicht mehr verändert: „Ich war zu alt, als dass die neue Rolle mein Leben entscheidend hätte verändern können. Ich hatte meinen Ort in der Welt bereits gefunden.“ An anderer Stelle habe er über sein Schreiben erklärt: „Ich fand immer die Vorstellung schön, dass mein Buch an der Bahnhofsbuchhandlung gekauft, auf die Reise mitgenommen und im Zug gelesen wird.“ Schuld sei ein bedeutsames, aber keineswegs das einzige Thema seiner Bücher.
2009 schenkte Schlink seine literarischen Manuskripte und Korrespondenzen dem Deutschen Literaturarchiv Marbach. Das Manuskript zu Der Vorleser ist im Literaturmuseum der Moderne in Marbach in der Dauerausstellung zu sehen. 2023 wurde Der Vorleser in Wien anlässlich der Aktion Eine Stadt. Ein Buch. gratis verteilt. 
Schlink ist Mitglied in der Schriftstellervereinigung PEN-Zentrum Deutschland.

## Veröffentlichungen

### Juristische Lehr-/Fachbücher
- Grundrechte. Staatsrecht II. mit Bodo Pieroth. 30. Aufl. C. F. Müller, Heidelberg 2014, ISBN 978-3-8114-9361-2.
- Polizei- und Ordnungsrecht mit Versammlungsrecht. Mit Bodo Pieroth und Michael Kniesel. 7. Aufl. C. H. Beck, München 2012, ISBN 978-3-406-64345-3.

### Romane und Erzählungen
Sämtlich im Diogenes Verlag, Zürich erschienen:
- 1987:  mit Walter Popp: Selbs Justiz. Kriminalroman. ISBN 3-257-21543-6.
- 1988: Die gordische Schleife. Kriminalroman. ISBN 3-257-21668-8.
- 1992: Selbs Betrug. Roman. ISBN 3-257-22706-X.
- 1995: Der Vorleser. Roman. ISBN 3-257-22953-4.
- 2000: Liebesfluchten. Erzählungen. ISBN 3-257-23299-3.
- 2001: Selbs Mord. Roman. ISBN 3-257-23360-4.
- 2006: Die Heimkehr. Roman. ISBN 3-257-86136-2.
- 2008: Das Wochenende. Roman. ISBN 978-3-257-06633-3.
- 2010: Sommerlügen. Erzählungen. ISBN 978-3-257-06753-8.
- 2014: Die Frau auf der Treppe. Roman. ISBN 978-3-257-06909-9. (Platz 1 der Spiegel-Bestsellerliste vom 8. bis zum 28. September 2014)
- 2018: Olga. Roman. ISBN 978-3-257-07015-6. (Platz 1 der Spiegel-Bestsellerliste vom 27. Januar bis zum 2. Februar 2018)
- 2020: Abschiedsfarben. Geschichten. ISBN 978-3-257-07137-5. (Platz 1 der Spiegel-Bestsellerliste vom 1. August bis zum 7. August 2020)
- 2021: Die Enkelin. Roman. ISBN 978-3-257-07181-8.
- 2023: Das späte Leben. Roman. ISBN 978-3-257-07271-6.

### Hörbuchfassungen seiner belletristischen Werke
- 1996: Der Vorleser. Litraton-Verlag Hamburg, 5 CDs, gelesen von Gert Westphal, ISBN 3-89469-922-1.
- 2001: Zuckererbsen. Hörbuch Hamburg, Hamburg, 4 CD, gelesen von Charles Brauer, ISBN 978-3-89903-027-3.
- 2002: Selbs Betrug. Hörbuch Hamburg, Hamburg, 7 CDs, gelesen von Hans Korte, ISBN 978-3-89903-080-8.
- 2003: Selbs Mord. Hörbuch Hamburg, Hamburg, 5 CDs, gelesen von Hans Korte. ISBN 978-3-89903-107-2.
- 2005: Der Vorleser. Diogenes-Verlag, Zürich, 4 CDs, gelesen von Hans Korte, ISBN 978-3-257-80004-3.
- 2006: Die gordische Schleife. Hörbuch Hamburg, Hamburg, 6 CDs, gelesen von Heikko Deutschmann. ISBN 978-3-89903-723-4.
- 2006: Die Heimkehr. Diogenes-Verlag, Zürich, 8 CDs, gelesen von Hans Korte. ISBN 978-3-257-80016-6.
- 2007: Der Seitensprung. Diogenes-Verlag, Zürich, 1 CD, gelesen von Charles Brauer. ISBN 978-3-257-80073-9.
- 2008: Das Wochenende. Diogenes-Verlag, Zürich, 5 CDs, gelesen von Hans Korte. ISBN 978-3-257-80199-6.
- 2010: Sommerlügen. Diogenes-Verlag, Zürich, 7 CDs, gelesen von Hans Korte. ISBN 978-3-257-80297-9.
- 2011: Selbs Justiz. Diogenes-Verlag, Zürich, 7 CDs, 488 Min., gelesen von Hans Korte. ISBN 978-3-257-80307-5.
- 2012: Liebesfluchten – Geschichten (enthält u. a. Zuckererbsen und Der Seitensprung). Diogenes-Verlag, Zürich, 6 CDs, gelesen von Charles Brauer. ISBN 978-3-257-80332-7.
- 2014: Die Frau auf der Treppe. Diogenes-Verlag, Zürich, 4 CDs, gelesen von Charles Brauer. ISBN 978-3-257-80353-2.
- 2018: Olga. Diogenes-Verlag, Zürich, 5 CDs, gelesen von Burghart Klaußner. ISBN 978-3-257-80391-4.
- 2020: Abschiedsfarben. Diogenes-Verlag, Zürich, 6 CDs, gelesen von Bernhard Schlink. ISBN 978-3-257-80419-5.
- 2021: Die Enkelin. Diogenes-Verlag, Zürich, 8 CDs, gelesen von Nina Petri und Hanns Zischler. ISBN 978-3-257-80439-3.
- 2023: Das späte Leben. Diogenes-Verlag, Zürich, 4 CDs, gelesen von Ulrich Noethen. ISBN 978-3-257-80453-9.

### Hörspiele
- 1994: Selbs Justiz Bayerischer Rundfunk, 108 Min. in 2 Teilen, Regie: Irene Schuck, Co-Autor: Walter Popp.

### Essays
- 2000: Heimat als Utopie (überarbeitete und erweiterte Fassung eines Vortrags am 16. Dezember 1999 in der American Academy in Berlin). Suhrkamp, Frankfurt am Main, ISBN 3-518-06613-7.
- 2005: Vergewisserungen – Über Politik, Recht, Schreiben und Glauben. Diogenes, Zürich, ISBN 3-257-06483-7.
- 2011: Gedanken über das Schreiben. Heidelberger Poetikvorlesungen. Essay. ISBN 978-3-257-06783-5.
- 2007: Vergangenheitsschuld. Beiträge zu einem deutschen Thema. Diogenes, Zürich, ISBN 3-257-06597-3.
- 2015: Erkundungen. Zu Geschichte, Moral, Recht und Glauben. Diogenes, Zürich, ISBN  978-3-257-06936-5.

### Theaterstücke
- 2021: 20. Juli: Ein Zeitstück. Diogenes, Zürich. ISBN 978-3-257-07160-3.

## Auszeichnungen
- 1989: Friedrich-Glauser-Preis der „Autorengruppe deutschsprachige Kriminalliteratur“ – Das Syndikat für Die gordische Schleife
- 1993: Deutscher Krimi Preis für Selbs Betrug.
- 1995: Stern des Jahres der Münchner Abendzeitung für Der Vorleser
- 1997: Grinzane-Cavour-Preis (Italien) für Der Vorleser
- 1997: Prix Laure Bataillon (Frankreich) für Der Vorleser (Auszeichnung für den Autor sowie für den Übersetzer Bernard Lortholary)
- 1998: Hans-Fallada-Preis für Der Vorleser
- 1999: WELT-Literaturpreis für sein literarisches Werk
- 2000: Ehrengabe der Heinrich-Heine-Gesellschaft
- 2000: Evangelischer Buchpreis für Der Vorleser
- 2000: Sonderkulturpreis der japanischen Tageszeitung Mainichi Shimbun, der jedes Jahr an einen japanischen Buchbestseller vergeben wird, für Der Vorleser
- 2001: Eeva-Joenpelto-Preis der finnischen Stadt Lohja
- 2001: Ernennung zum Chevalier de la Légion d’honneur
- 2002: Preis des German-British-Forum für sein Gesamtwerk
- 2004: Bundesverdienstkreuz (I. Klasse)
- 2014: Park-Kyung-ni-Literaturpreis
- 2023: Max-Friedlaender-Preis

## Verfilmungen seiner Werke
- 1991:  Der Tod kam als Freund (Vorlage: Selbs Justiz, ZDF)
- 2008: Der Vorleser (The Reader)
- 2008: Der Andere (The Other Man)
- 2013: Das Wochenende (The Weekend)